# The Little Minch
Ne doit pas être confondu avec The Minch.
The Little Minch, en écossais An Cuan Canach, aussi appelé en anglais The Lower Minch, est un détroit du Royaume-Uni situé en Écosse. Il sépare les Hébrides extérieures, notamment les îles de North Uist et Lewis et Harris, situées à l'ouest des Hébrides intérieures, notamment l'île de Skye, situées à l'est. Il permet de faire communiquer The Minch, une baie au nord, avec la mer des Hébrides au sud.